# Поляченко, Михаил Наумович
Михаил Наумович Поляченко (31 января 1942 — 16 октября 2024) — советский и российский врач и политический деятель, народный депутат СССР (1989—1991). Заслуженный врач РФ.

## Биография
Махаил Поляченко родился 31 января 1942 года в поселке Аян Хабаровского края, РСФСР (СССР).
В 1965 году окончил Благовещенский государственный медицинский институт, после окончания института работал на Сахалине, учился в ординатуре в краевой больнице города Хабаровска.
По завершении ординатуры Поляченко предложили пост главного врача городского венерологического диспансера в Хабаровске. Начиная с начала 1970-х до 2005 года Михаил Наумович Поляченко непрерывно возглавлял краевой кожно-венерологический диспансер, параллельно исполняя обязанности главного дерматовенеролога Хабаровского края.
Был главным специалистом-дерматовенерологом департамента здравоохранения администрации Хабаровского края.
В 1989 году когда в Советском Союзе впервые были проведены выборы в Верховный Совет СССР на альтернативной основе, Поляченко был избран народным депутатом от Амурского территориального избирательного округа № 112 (Хабаровский край).
Был автором несколько печатных работ в журнале «Вестник дерматовенерологии» и публикаций в газетах и журналах Хабаровского края.
Скончался 16 октября 2024 года на 83 году жизни в Хабаровске.

## Награды и звания
Заслуженный врач Российской Федерации